# Ziua Internațională a Familiei

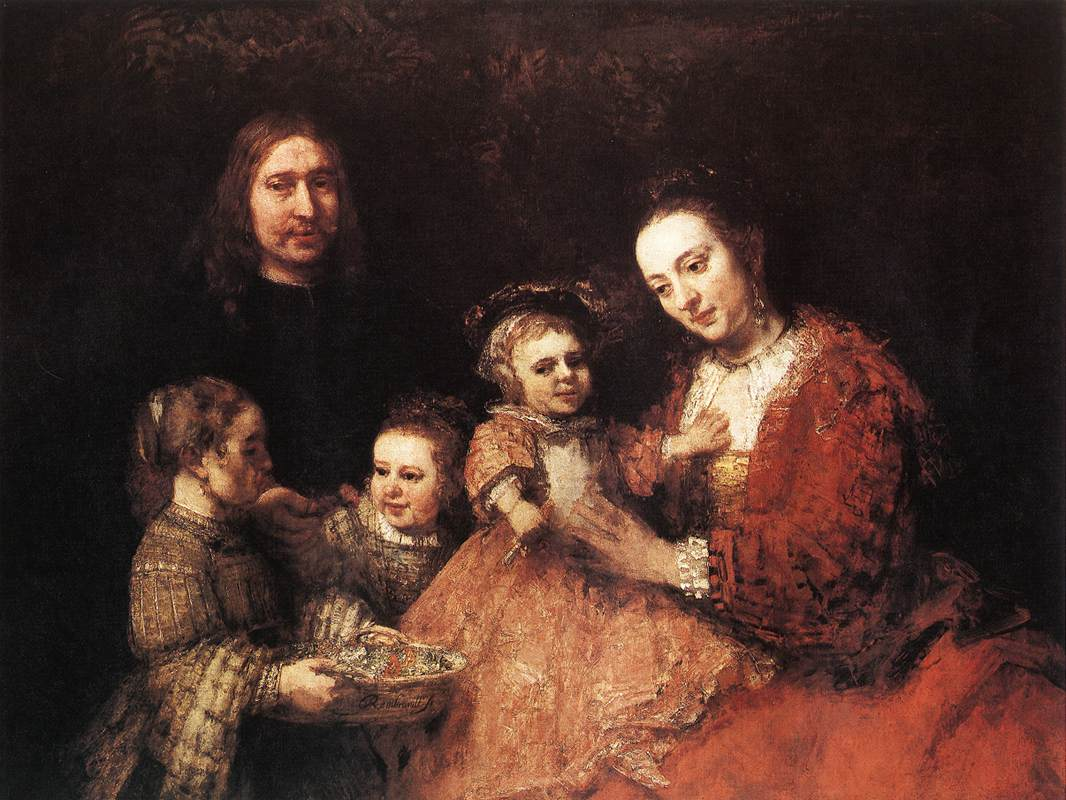
Rembrandt: „Portret de familie”

Ziua Internațională a Familiei a fost proclamată de Adunarea Generală a Organizației Națiunilor Unite în 20 septembrie 1993, cu rezoluția A / RES / 47/237, ca eveniment cu dată fixă pe 15 mai a fiecărui an și reflectă importanța pe care comunitatea internațională o acordă familiilor. 1994 a fost declarat An Internațional al Familiei, iar începând cu anul 1995, Ziua Familiei este sărbătorită în multe țări de pe planetă cu scopul de a sensibiliza opinia publică și de a sublinia importanța familiei, în condițiile în care oamenii au început să se îndepărteze de această instituție. La propunerea Institutului Român pentru Drepturile Omului, propunere susținută și de Patriarhia Română, ziua de 15 mai a devenit oficial și Ziua familiei române.

## Motto-uri
În fiecare an, secretarul general al ONU alege un motto special pentru eveniment. Din 1996, acestea au fost:
- 2021 - ”Familii și noi tehnologii”
- 2020 - ”Familii în dezvoltare: Copenhaga și Beijing + 25”
- 2019 - „Familii și acțiune climatică: accent pe ODD13”

- 2018 - „Familii și societăți incluzive”
- 2017 - „Familii, educație și bunăstare”
- 2016 - „Familiile, vieți sănătoase și viitor durabil”
- 2015 - „Bărbați responsabili? Egalitatea de gen și drepturile copiilor în familiile contemporane”
- 2014 - „Familiile contează pentru realizarea obiectivelor de dezvoltare; Anul Internațional al Familiei + 20”
- 2013 - „Promovarea integrării sociale și a solidarității între generații”
- 2012 - „Asigurarea echilibrului de muncă familial”
- 2011 - „Combaterea sărăciei familiei și excluziunii sociale”
- 2010 - „Impactul migrației asupra familiilor din întreaga lume”
- 2009 - „Mamele și familiile: provocări într-o lume în schimbare”
- 2008 - „Tații și familiile: responsabilități și provocări”
- 2007 - „Familiile și persoanele cu dizabilități”
- 2006 - „Schimbarea familiei: provocări și oportunități”
- 2005 - „HIV / SIDA și bunăstarea familiei”
- 2004 - „A zecea aniversarea a Anului Internațional al Familiei: un cadru de acțiune special”
- 2003 - „Pregătiri pentru a zecea aniversare a Anului Internațional al Familiei în 2004"
- 2002 - „Familiile și îmbătrânirea populației: oportunități și provocări”
- 2001 - „Familiile și voluntarii: construirea coeziunii sociale”
- 2000 - „Familiile: agenți și beneficiari ai dezvoltării”
- 1999 - „Familii pentru toate vârstele”
- 1998 - „Familiile: educatori și furnizori ale drepturilor omului”
- 1997 - „Să construim familii pe bază de parteneriat”
- 1996 - „Familiile: primele victime ale sărăciei și lipsei de adăpost”

## Alte sărbători conexe
- Ziua Bărbaților
- Ziua Bătrânilor
- Ziua Copilului
- Ziua Femeii
- Ziua Mamei
- Ziua Tatălui